# Ronald Evans
Ronald Ellwin Evans Jr. (St. Francis, 10 de novembro de 1933 – Scottsdale, 7 de abril de 1990) foi um astronauta dos Estados Unidos e tripulante da missão Apollo 17, a última a pousar na Lua, em dezembro de 1972.
Evans fez seus estudos secundários e universitários em instituições de seu estado natal do Kansas e em 1957 completou seu treinamento posterior como piloto naval de combate. Foi nesta função, enquanto servia a bordo do porta-aviões USS Ticonderoga durante a Guerra do Vietnam, que ele recebeu a notícia de sua seleção para o treinamento de astronauta da NASA, no qual havia se inscrito.
Ele entrou para a agência espacial no grupo de dezenove astronautas selecionados em abril de 1966 e após o período de treinamento serviu como membro das equipes de apoio das missões Apollo 7 e Apollo 11, e comandante reserva da Apollo 14.
Seu voo ao espaço se deu como piloto do Módulo de Comando e Serviço America da missão Apollo 17, a última missão lunar, junto com os astronautas Eugene Cernan, comandante da missão e Harrison Schmitt, piloto do Módulo Lunar Challenger. Enquanto os dois últimos desciam na Lua, ele permaneceu em órbita realizando observações geológicas da superfície, tirando fotografias de alvos específicos no satélite.

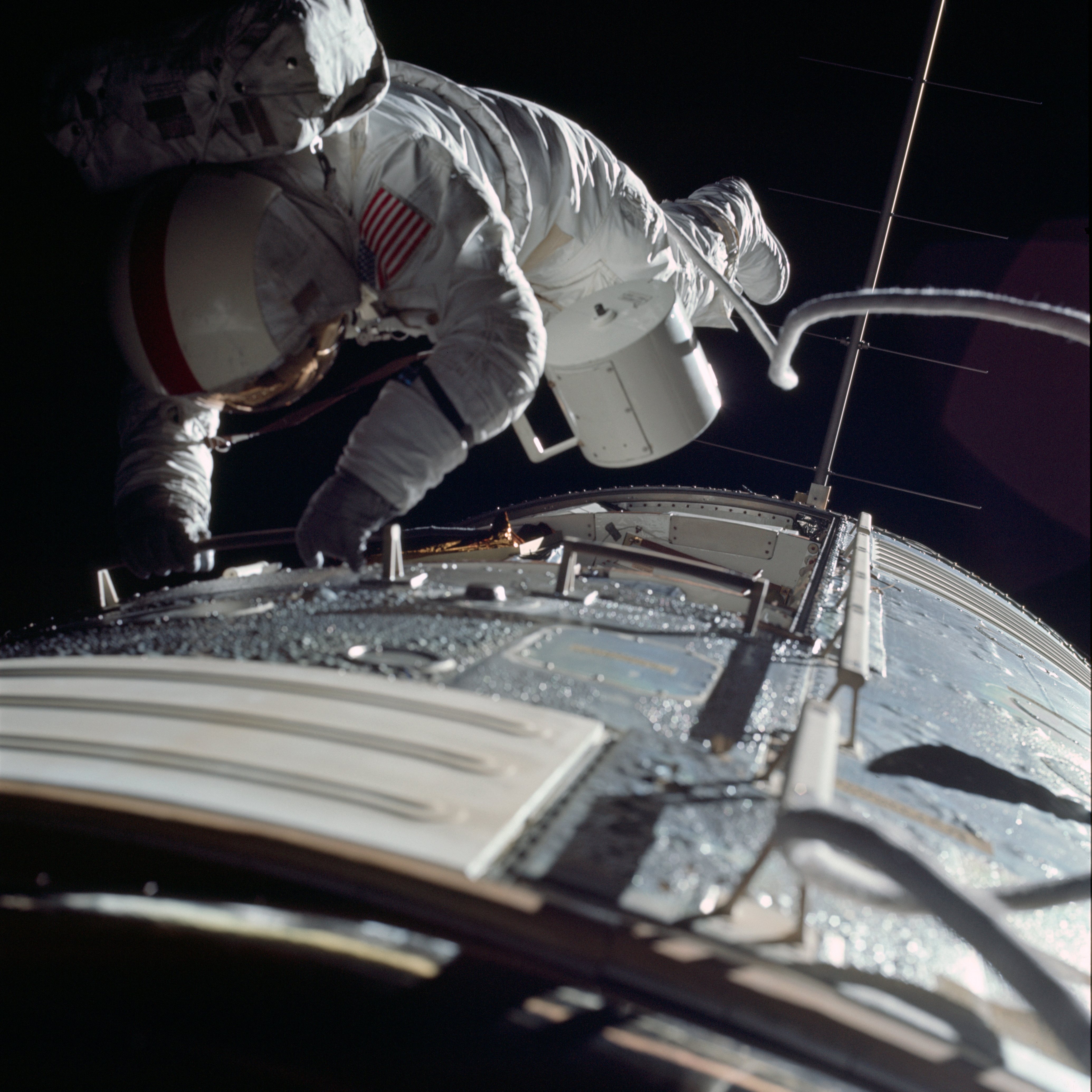
EVA na missão Apollo 17

Na viagem da volta para a Terra, Evans realizou atividades no espaço durante uma hora e seis minutos, saindo da Apollo para recolher câmeras cassetes e fazer uma inspeção visual da área de carga da nave.
Após servir como piloto reserva da missão americano-soviética Apollo–Soyuz, que realizou o encontro em órbita entre naves espaciais dos dois países, em 1975, e de participar do programa de desenvolvimento do ônibus espacial, Evans se aposentou da NASA em março de 1977 e tornou-se um executivo da indústria de carvão.
Condecorado várias vezes pela NASA e pela Marinha dos Estados Unidos, ele morreu de ataque cardíaco em abril de 1990 na cidade de Scottsdale,estado do Arizona, deixando mulher e dois filhos.